# Schleifbach (Bühler)
Der Schleifbach ist ein 1,5 km langer, zur Hälfte durch Seeflächen laufender Bach im Ostalbkreis im nordöstlichen Baden-Württemberg, der zwischen den Höfen Ziegelhütte und Hammerschmiede im Ortsteil Pommertsweiler der Gemeinde Abtsgmünd von rechts und Nordosten in die obere Bühler mündet.

## Geographie

### Verlauf
Der Schleifbach entsteht etwa 0,5 km westsüdwestlich der Straße Edelstrut am Ortsrand von Adelmannsfelden auf etwa 434 m ü. NHN in einer sumpfigen. krautig bewachsenen Wiesenniederung im Gewann Schinderberg. Die kleine Talmulde setzt sich bergwärts in zwei Zweigen fort, einem sehr kurzen nach Nordwesten und einem etwa 150 Meter langen nach Norden bis zur Schüttgrenze der Deponie im Gewann Hannenfleck. Beide Obertälchen scheinen nicht dauerhaft Wasser zu führen.
Der Schleifbach läuft zunächst im Sumpf ohne klares Bett zwischen Wiesenhügeln in einem nach links ausholenden Bogen etwa südwärts und erfährt dabei von der linken Seite her etwas Zufluss aus nahen Hügelquellen. Nach etwa 200 Metern mündet der letzte dieser kleinen Zuflüsse und er wendet sich nach Südwesten.
Er durchfließt in seiner Talmulde sogleich in dichter Folge auf Höhen zwischen etwas unter 450 m ü. NHN und etwas unter 440 m ü. NHN nacheinander drei Weiher von 0,6 ha, 0,2 ha und 0,7 ha Fläche, passiert einen weniger als 0,1 ha großen am rechten Ufer und durchzieht dann den 1,8 ha großen Schleifweiher (früher anscheinend Rohrweiher genannt). Im Zulaufbereich liegen jeweils Verlandungszonen. Die unteren der Seen grenzen linksseits schon an den Hangwald Finkenhau, während am rechten Ufer des Schleifweihers der Wohnplatz Scheifhäusel von Adelmannsfelden steht.
Danach kreuzt der Schleifbach gleich die L 1072 und mündet hundert Meter weiter auf 434 m ü. NHN in den Eisenweiher, mit 7,0 ha Fläche einer der größeren der Hammerschmiedeseen, die in der Talmulde der Bühler aufeinanderfolgen. See und sein Uferstreifen liegen schon auf die Gemarkung des Ortsteils Pommertsweiler der Nachbargemeinde Abtsgmünd. Rund 300 Meter weiter westlich verlässt er den See wieder verdolt am Staudamm und mündet einen Steinwurf weiter zwischen den Pommertsweiler Höfen Ziegelhütte und Hammerschmiede von rechts in die obere Bühler.
Der Schleifbach mündet nach einem 1,5 km langen Weg mit mittlerem Sohlgefälle von etwa 14 ‰, der etwa zu Hälfte in Seen verläuft, ungefähr 22 Höhenmeter unterhalb seines Ursprungs.

### Einzugsgebiet
Der Schleifbach hat ein etwa 1,2 km² großes Einzugsgebiet, das naturräumlich gesehen im Unterraum Ellwanger Berge der Schwäbisch-Fränkischen Waldberge liegt. Sein höchster Punkt auf einer kleinen Feldkuppe im Gewann Edelstrut an der östlichen Wasserscheide am Westrand von Adelmannsfelden erreicht etwa 483 m ü. NHN.
Reihum grenzen die Einzugsgebiete der folgenden Nachbargewässer an:
- Jenseits der östlichen Wasserscheide laufen fünf Bäche, vom Adelmannsfeldener Klingenbach an abwärts bis vor den Fürtlesbach, ostwärts und von rechts zur Blinden Rot, einem Zufluss des oberen Kochers.
- Im Süden läuft ein namenloser Bach aus dem Edelwasen westwärts zur Bühler, die dem mittleren Kocher zumündet.
- Der Mühlhaldebach konkurriert im Nordwesten mündungsnah zur abwärtigen Bühler
- Der Zimmerbach hinter der Scheide im Norden erreicht diese noch weiter abwärts.

Außer in der Talmulde mit ihrem angeschwemmten Grund steht überall der Stubensandstein (Löwenstein-Formation) des Mittelkeupers an. In der leicht hügeligen Landschaft dominiert das Grünland, wenige Äcker in Hochlage und den Wald Finkenhau links des Unterlaufs vor dem Eisenweiher ausgenommen.
Diesseits der nordöstlichen Wasserscheide stehen wenige neuere Gebäude des Ortsrandes von Adelmannsfelden, darunter Gewerbebauten, gerade noch innerhalb, ansonsten liegt im Einzugsgebiet allein noch der Adelmannsfeldener Wohnplatz Schleifhäusle.

## Schutzgebiete
Das gesamte Einzugsgebiet liegt im Naturpark Schwäbisch-Fränkischer Wald, ein Seerandstreifen links des Baches kurz vor dem Einfluss in den Eisenweiher im Landschaftsschutzgebiet Oberes Bühlertal und Umgebung.

### LUBW
Amtliche Online-Gewässerkarte mit passendem Ausschnitt und den hier benutzten Layern: Lauf und Einzugsgebiet des Schleifbachs

Allgemeiner Einstieg ohne Voreinstellungen und Layer: Daten- und Kartendienst der Landesanstalt für Umwelt Baden-Württemberg (LUBW) (Hinweise)
1. 1 2 3  Höhe nach dem Höhenlinienbild auf dem Hintergrundlayer Topographische Karte.
2. ↑  Höhe nach blauer Beschriftung auf dem Hintergrundlayer Topographische Karte.
3. ↑  Länge nach dem Layer Gewässernetz (AWGN).
4. ↑  Einzugsgebiet abgemessen auf dem Hintergrundlayer Topographische Karte.
5. 1 2  Seefläche nach dem Layer Stehende Gewässer.
6. ↑  Schutzgebiete nach den einschlägigen Layern, Natur teilweise nach dem Layer Biotop.

### Andere Belege
1. ↑  Nach der Kapitel zu Adelmannsfelden in der Beschreibung des Oberamts Aalen von 1854 liegt das Schleifhäusle am Rohrweiher. Das Meßtischblatt 7025 Untergröningen von 1935 in der Deutschen Fotothek beschriftet ihn dagegen (schon?) als Schleifweiher.
2. ↑  Hansjörg Dongus: Geographische Landesaufnahme: Die naturräumlichen Einheiten auf Blatt 171 Göppingen. Bundesanstalt für Landeskunde, Bad Godesberg 1961. → Online-Karte (PDF; 4,3 MB)
3. ↑  Geologie nach den Layern zu Geologische Karte 1:50.000 auf: Mapserver des Landesamtes für Geologie, Rohstoffe und Bergbau (LGRB) (Hinweise)